# Atlixco (kommun)
Atlixco är en kommun i Mexiko.   Den ligger i delstaten Puebla, i den sydöstra delen av landet, 90 km sydost om huvudstaden Mexico City. Antalet invånare är 127 062. Arean är 229 kvadratkilometer.
Terrängen i Atlixco är huvudsakligen kuperad, men den allra närmaste omgivningen är platt.
Följande samhällen finns i Atlixco:
- Atlixco
- San Pedro Benito Juárez
- El Encanto del Cerril
- Colonia Agrícola de Ocotepec
- Santa Lucía Cosamaloapan
- San Isidro Huilotepec
- Santo Domingo Atoyatempan
- San Agustín Huixaxtla
- San Juan Tejaluca
- Santa Ana Yancuitlalpan
- San Juan Ocotepec
- Emiliano Zapata Nexatengo
- San Félix Almazán
- Emiliano Zapata los Molinos
- San Juan Portezuelo
- San Jerónimo Caleras
- Juan Uvera
- San Esteban Zoapiltepec
- Guadalupe Huexocuapan
- Ex-Hacienda San Agustín
- Francisco Villa
- San Juan de los Laureles
- Tolometla de Benito Juárez
- Mártir de Chinameca
- Otilio Montaño
- Tenería
- San Agustín los Molinos
- San Felipe Xonacayucan
- Texiquémetl
- San Francisco Primo de Verdad
- Almazantla
- Ex-Hacienda Tizayuca
- Solares de Tenextepec
- Ricardo Flores Magón